# Jérémy Morel
Jérémy Morel (Lorient, 2 april 1984) is een Frans - Malagassische voetballer die doorgaans als linksback speelt. Hij verruilde Olympique Lyon in juli 2019 voor Stade Rennais. Morel debuteerde in 2018 in het nationale elftal van Madagaskar.

## Carrière
- -2002: FC Lorient (jeugd)
- 2002–2011 : FC Lorient
- 2011–2015 : Olympique Marseille
- 2015–2019 : Olympique Lyon
- 2019–: Stade Rennais